# Ayayay!
Ayayay! es el tercer álbum de estudio del cantante mexicano Christian Nodal. Lanzado el 11 de septiembre, el set de 15 pistas continúa honrando los sonidos tradicionales de su país mientras los lleva a nuevos lugares.

## Antecedentes y lanzamiento
En una entrevista de Nodal para Remezcla:
“Más que nada, Ayayay! refleja la esencia de mi personaje con palabras mexicanas”, El vocabulario [del álbum] es muy mexicano”.
 La colección estaba originalmente programada para ser lanzada como EP en mayo. Ahora es un álbum completo con la edición de lujo. El álbum fue grabado antes de la pandemia de coronavirus, comparte Nodal. En otras palabras, no se inspiró en su nueva relación con la estrella pop mexicana Belinda. “'Mamacita' se inspiró en las mamacitas que no son tratadas como mamacitas”, dice. "Quiero que los traten como si fuera la primera cita".
Ayayay! es el primer lanzamiento del álbum de Nodal durante la pandemia. “Necesitamos música más que nunca para que la gente no se sienta tan deprimida quedándose adentro”, dice Nodal. “Espero que la gente disfrute de mi música y haga con ella lo que quiera”, añade entre risas.
Con cada lanzamiento, Nodal amplía el alcance de la música regional mexicana. "Es increíble que el género esté ahora en las listas mundiales y se escuche en casi toda América Latina", dice. “Siempre me siento orgulloso de representar a mi México con mi música”.

## Lista de canciones
| Edición estándar |                      |                                                                      |          |  |
| N.º              | Título               | Escritor(es)                                                         | Duración |  |
| 1.               | «Ayayay!»            | Christian Nodal                                                      | 2:11     |  |
| 2.               | «Se me olvidó»       | Nodal · Barrera · Geovani Cabrera Inzunza                            | 2:39     |  |
| 3.               | «Amor tóxico»        | Nodal · Barrera                                                      | 2:10     |  |
| 4.               | «Mi chula»           | Nodal · Edgar Barrera                                                | 2:43     |  |
| 5.               | «No es justo x él»   | Nodal · Barrera                                                      | 2:35     |  |
| 6.               | «Ojalá fuera cierto» | Nodal · Barrera · Luis Barrera Jr. · Diana Marcela de La Garza Pérez | 3:18     |  |
| 7.               | «Anoche me enamoré»  | Mitchell Margo · Philip Margo · Henry Medress                        | 2:19     |  |
| 17:58            |                      |                                                                      |          |  |

| Ayayay! (Deluxe) |                        |                                                                      |          |  |
| N.º              | Título                 | Escritor(es)                                                         | Duración |  |
| 1.               | «Ayayay!»              | Christian Nodal                                                      | 2:11     |  |
| 2.               | «Mi chula»             | Nodal · Edgar Barrera                                                | 2:43     |  |
| 3.               | «Se me olvidó»         | Nodal · Barrera · Geovani Cabrera Inzunza                            | 2:39     |  |
| 4.               | «Ojalá fuera cierto»   | Nodal · Barrera · Luis Barrera Jr. · Diana Marcela de La Garza Pérez | 3:18     |  |
| 5.               | «No es justo x él»     | Nodal · Barrera                                                      | 2:35     |  |
| 6.               | «Aquí abajo»           | Nodal · Barrera · René Humberto Lau Ibarra                           | 2:23     |  |
| 7.               | «Amor tóxico»          | Nodal · Barrera                                                      | 2:10     |  |
| 8.               | «Mamacita»             | Nodal · Barrera                                                      | 2:14     |  |
| 9.               | «Aquí sigo tras de ti» | Nodal · Barrera                                                      | 2:18     |  |
| 10.              | «Nace un borracho»     | Nodal · Barrera · Lau                                                | 2:56     |  |
| 11.              | «Mi ex»                | Nodal · Barrera                                                      | 2:28     |  |
| 12.              | «Venganza cumplida»    | Nodal · Barrera · Cabrera                                            | 2:46     |  |
| 13.              | «Anoche me enamoré»    | Mitchell Margo · Philip Margo · Henry Medress                        | 2:19     |  |
| 33:02            |                        |                                                                      |          |  |

| Ayayay! (Súper deluxe) |                                          |                                               |          |  |
| N.º                    | Título                                   | Escritor(es)                                  | Duración |  |
| 12.                    | «Dime cómo quieres» (con Ángela Aguilar) | Nodal · Barrera                               | 2:51     |  |
| 13.                    | «Venganza cumplida»                      | Nodal · Barrera · Cabrera                     | 2:46     |  |
| 14.                    | «Anoche me enamoré»                      | Mitchell Margo · Philip Margo · Henry Medress | 2:19     |  |
| 35:54                  |                                          |                                               |          |  |

| Ayayay! (Súper deluxe) |                                          |                                               |          |  |
| N.º                    | Título                                   | Escritor(es)                                  | Duración |  |
| 10.                    | «Solo un sueño»                          | Jimmy Clanton                                 | 3:19     |  |
| 11.                    | «Nace un borracho»                       | Nodal · Barrera · Lau                         | 2:56     |  |
| 12.                    | «Mi Ex»                                  | Nodal · Barrera                               | 2:28     |  |
| 13.                    | «Dime cómo quieres» (con Ángela Aguilar) | Nodal · Barrera                               | 2:51     |  |
| 14.                    | «Venganza cumplida»                      | Nodal · Barrera · Cabrera                     | 2:47     |  |
| 15.                    | «Anoche me enamoré»                      | Mitchell Margo · Philip Margo · Henry Medress | 2:19     |  |
| 39:14                  |                                          |                                               |          |  |

## Posicionamiento en listas
| Lista                                       | Mejor posición |
| ------------------------------------------- | -------------- |
| Estados Unidos (Billboard Top Latin Albums) | 8              |
| Estados Unidos (Regional Mexican Albums)    | 1              |

## Certificaciones
| País (organismo certificador) | Ventas | Certificación |
| ----------------------------- | ------ | ------------- |
| Costa Rica (IFPI)             | Oro    | 10, 000       |
| Colombia (ASINCOL)            | Oro    | 10, 000       |
| Estados Unidos (RIAA)         | Oro    | 30,000        |
| México (AMPROFON)             | Oro    | 30,000        |

## Premios y nominaciones
| Año  | Premiación      | Categoría                     | Resultado | Ref. |
| ---- | --------------- | ----------------------------- | --------- | ---- |
| 2020 | Grammys Latinos | Mejor Álbum Mariachi          | Nominado  |      |
| 2021 | Grammy Awards   | Mejor Álbum Regional Mexicano | Nominado  |      |

## Historial de lanzamiento
| Edición                        | Formato                           | Fecha                    | Sello                 |
| ------------------------------ | --------------------------------- | ------------------------ | --------------------- |
| Edición estándar               | Descarga digital · streaming      | 29 de mayo de 2020       | Universal Music Group |
| Deluxe                         | CD · Descarga digital · streaming | 11 de septiembre de 2020 | Universal Music Group |
| Súper deluxe                   | Descarga digital · streaming      | 13 de noviembre de 2020  | Universal Music Group |
| Súper deluxe (segunda versión) | Descarga digital · streaming      | 26 de febrero de 2021    | Universal Music Group |